# Endovélico

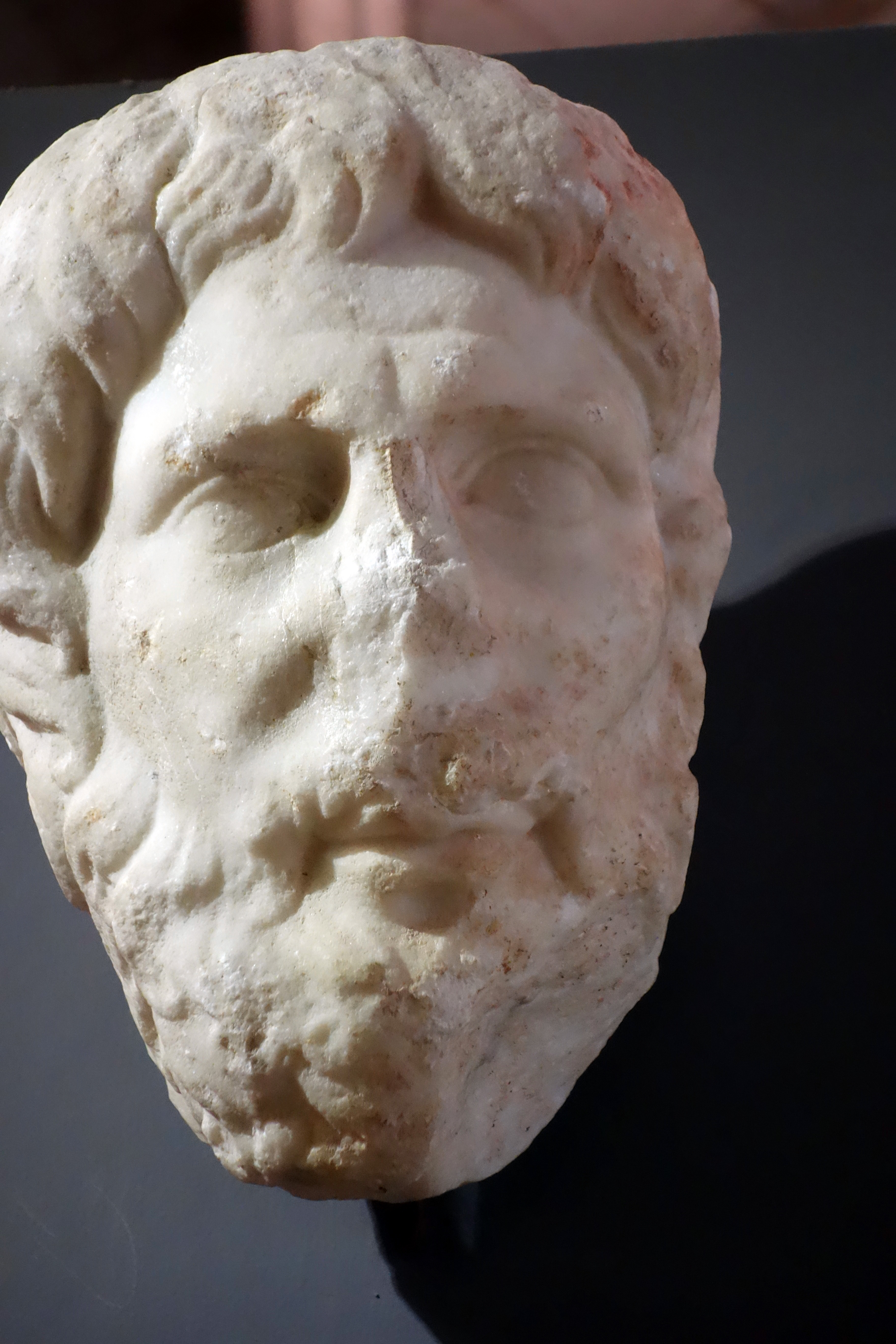
Busto de Endovélico, encontrado en São Miguel da Mota y conservado en el Museo Nacional de Arqueología, en Lisboa.

Endovélico o Enobólico es un dios celta de la Edad del Hierro. Aunque extendido a varios territorios, fue la divinidad principal del panteón lusitano, así como de su homólogo vetón bajo el nombre alternativo de Vaelico. Se trata de una deidad de atributos infernales y ctónicos, pero también de la salud, los sueños y la naturaleza. Fue asimilado por los romanos como Esculapio o Serapis.

## Etimología
Su etimología se compone de las palabras célticas endo, superlativo divino, y vellicus, de significado oscuro. Algunos lo han relacionado con Bellinus, nombre de la divinidad celta Belenos, mientras que otros lo asocian con vailo, vocablo celta que designa al lobo.
António da Visitação Freire propuso que el nombre podía ser de etimología mixta, céltica y fenicia a la vez, adaptada al latín. Así, endo sería en efecto un superlativo celta, mientras que bel provendría de baal, la palabra fenicia para "señor", y -cus sería una terminación latina. Leite de Vasconcelos rechazó esta teoría, atribuyendo a vellicus un origen celta y un significado traducible como "bueno" o "benéfico".

## Iconografía
Los animales sagrados de Endovélico eran el jabalí y el lobo, animales vinculados con el tránsito al más allá, mientras que su vinculación botánica era con la palma y la corona de laurel.
Por su vinculación con el lobo y las fratrías guerreras, se ha especulado con su relación al dios galo Sucellos.

## Culto
Endovélico tuvo un templo dedicado especialmente importante en Sao Miguel da Mota, Terena, en el Alentejo, que algunos identifican como un nemeton. Su importancia religiosa sólo era igualada por la de su diosa paredra, Ataecina, cuyo santuario se encontraba en Turobriga (Aroche, Huelva).
Los hallazgos sugieren la práctica de la "incubatio", consistente en la manifestación divina a través del sueño del devoto, como el rito más renombrado en relación con el culto de Endovélico.
A Endovélico le tocaban música los trovadores, los juglares y muchos más.